# Matthias Gabriel
Matthias Gabriel (* 13. März 1953 in Halle (Saale), DDR) ist ein ehemaliger deutscher Politiker (SPD). Er war 1999 bis 2001 Wirtschaftsminister von Sachsen-Anhalt.

## Leben und Beruf
Gabriel wuchs in Halberstadt auf. Nach dem Abitur in Ost-Berlin studierte er Rechnungsführung und Statistik. Von 1977 bis 1980 verwaltete er Apotheken in den Landkreisen Halberstadt und Oschersleben. Anschließend war er als Verwaltungsleiter bei einer kirchlichen Sozialeinrichtung tätig, wo er vor allem EDV-Programme für kirchliche Gesundheits- und Sozialeinrichtungen entwickelte. Nach seinem Ausscheiden aus der aktiven Politik wechselte er in die Privatwirtschaft und wurde im Mai 2001 Mitglied der Geschäftsführung der P-D Chemie-Park Bitterfeld/Wolfen GmbH.

## Partei
Während der politischen Wende in der DDR schloss sich Gabriel 1989 dem Neuen Forum an. Später wechselte er zur SPD über, die er 2001 verließ, der er aber im November 2014 wieder beitrat.

## Öffentliche Ämter
Gabriel war seit Juni 1990 Bürgermeister der Stadt Halberstadt und amtierte dort von 1994 bis 1996 als Oberbürgermeister. Im März 1996 wechselte er als Staatssekretär ins sachsen-anhaltische Ministerium für Wirtschaft, Technologie und Europaangelegenheiten. Nach dem Rücktritt von Klaus Schucht wurde er am 1. Februar 1999 als Minister für Wirtschaft und Technologie in die von Ministerpräsident Reinhard Höppner geführte Regierung des Landes Sachsen-Anhalt berufen. Aufgrund von Differenzen zu den Positionen der Landesregierung trat er am 31. Januar 2001 von seinem Amt zurück und wurde in dieser Funktion von Katrin Budde abgelöst. Er hatte sich in einem Interview über die Lethargie Arbeitsloser beklagt und ein Auslaufen des Solidarpakts, der Sonderförderung für die Neuen Bundesländer, gefordert, obwohl die Landesregierung gerade eine Verlängerung (Solidarpakt II) aushandelte.

## Belege
1. ↑  Christoph Seidler: Ex-Minister Gabriel: Wer hat Angst vorm bunten Hund? In: Der Spiegel, 24. Juli 2001.

1946–1952:
Willi Dieker |
Paul Lähne |
Kurt Opitz.
Seit 1990:
Horst Rehberger |
Rainhard Lukowitz |
Jürgen Gramke |
Klaus Schucht |
Matthias Gabriel |
Katrin Budde |
Horst Rehberger |
Reiner Haseloff |
Birgitta Wolff |
Hartmut Möllring |
Jörg Felgner |
Armin Willingmann |
Sven Schulze
| Personendaten    | Personendaten                                                    |
| ---------------- | ---------------------------------------------------------------- |
| NAME             | Gabriel, Matthias                                                |
| KURZBESCHREIBUNG | deutscher Politiker (SPD), Wirtschaftsminister in Sachsen-Anhalt |
| GEBURTSDATUM     | 13. März 1953                                                    |
| GEBURTSORT       | Halle (Saale), DDR                                               |